# Eupithecia pertusata
Eupithecia pertusata är en fjärilsart som beskrevs av Mcdunnough 1938. Eupithecia pertusata ingår i släktet Eupithecia och familjen mätare. Inga underarter finns listade i Catalogue of Life.